# Traustila (monarca)
Traustila o Trapstila (floruit 488) fu un sovrano dei Gepidi.
Nel 488 tentò l'invasione dell'Italia, ma fu sconfitto dal re ostrogoto Teodorico, probabilmente sulla Sava. La sede del suo potere era Sirmio. Gli succedette il figlio Traserico.